# Constantin Niculae
Constantin Niculae (* 1. dubna 1955 Ulieşti) je bývalý rumunský zápasník–judista.

## Sportovní kariéra
K judu se dostal jako student prvního ročníku vysoké školy v Bukurešti. Od poloviny sedmdesátých let se připravoval v policejním vrcholovém centru SC Dinamo, kde rozjížděl judistický program korejský trenér Han Chang He. Od roku 1977 reprezentoval Rumunsko v pololehké váze do 65 kg. V roce 1980 se kvalifikoval na olympijské hry v Moskvě, ale nevyladil optimálně formu a vypadl v úvodním kole s Brazilcem Luizem Onmurou. V roce 1984 vypadl na olympijských hrách v Los Angeles ve čtvrtfinále s pozdějším vítězem Jošijuki Macuokou a obsadil sedmé místo. Vzápětí ukončil sportovní kariéru. Dlouhá leta trénoval v SC Dinamo vrcholové judisty. Mezi nejznámější patřil Adrian Croitoru a byl například u začátku sportovní kariéry Daniela Lascăua.

## Výsledky
| Turnaj             | 1977           | 1978           | 1979           | 1980           | 1981           | 1982           | 1983           | 1984           |
| Turnaj             | 22             | 23             | 24             | 25             | 26             | 27             | 28             | 29             |
| Turnaj             | pololehká váha | pololehká váha | pololehká váha | pololehká váha | pololehká váha | pololehká váha | pololehká váha | pololehká váha |
| ------------------ | -------------- | -------------- | -------------- | -------------- | -------------- | -------------- | -------------- | -------------- |
| Olympijské hry     |                |                |                | úč.            |                |                |                | 7.             |
| Mistrovství světa  |                |                | 5.             |                | 2.             |                | úč.            |                |
| Mistrovství Evropy | ?              | ?              | ?              | 3.             | 1.             | 7.             | úč.            | —              |